# 니시오키타마군

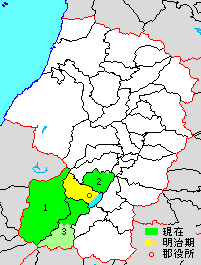
니시오키타마 군의 위치, 노란색은 메이지 시대의 영역, 초록색은 현재 영역 (1.오구니 정
2.시라타카 정 3.이데 정)

니시오키타마군(일본어: 西置賜郡, にしおきたまぐん)은 일본 야마가타현의 군이다.
인구 24,039명, 면적 1,224.68km², 인구밀도 19.6명/km².(2025년 3월 1일, 추계인구)
이하 3정으로 구성된다.
- 이데정(飯豊町)
- 오구니정(小国町)
- 시라타카정(白鷹町)